# Monsters (chanson de Saara Aalto)
Pour les articles homonymes, voir Monsters.
Chansons représentant la Finlande au Concours Eurovision de la chanson
Blackbird
(2017) Look Away
(2019)

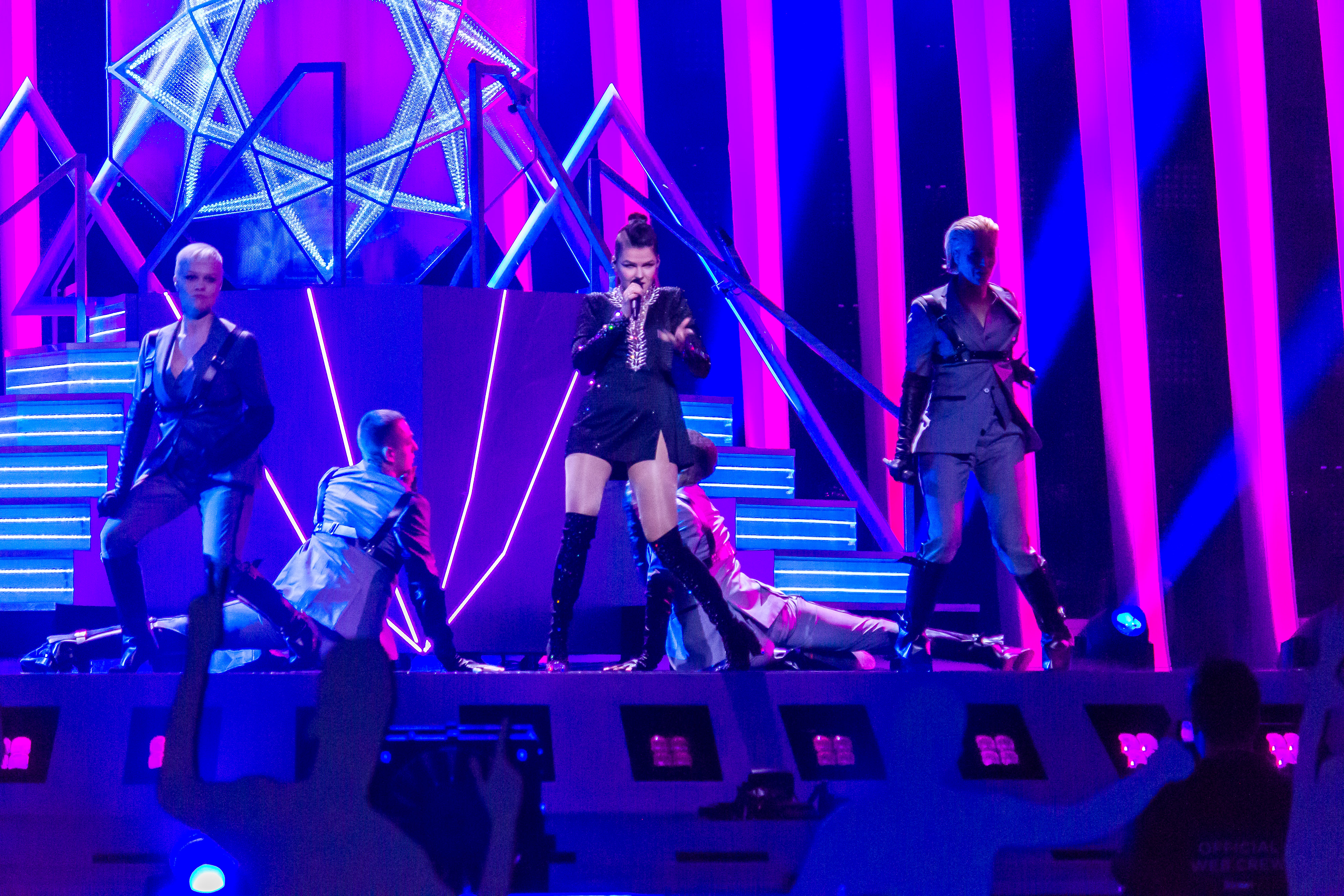
Saara Alto représentant la Finlande avec la chanson "Monsters"

Monsters (en français « Monstres ») est la chanson de Saara Aalto qui a représenté la Finlande au Concours Eurovision de la chanson 2018 à Lisbonne, au Portugal.

## Sélection
La chanson a été sélectionnée via l'émission Uuden Musikiin Kilpailu 2018, émission durant laquelle Saara Aalto a interprété 3 chansons. C'est finalement Monsters qui a été choisi à la fois par le jury international et par le télévote.
Monsters avait été la première des 3 chansons présentées au public le 8 février 2018.

## À l'Eurovision
La Finlande a participé à la première demi-finale, le 8 mai 2018. Recevant 108 points et terminant ainsi 10e, la Finlande se qualifie pour la finale du 12 mai, ramenant le pays en finale pour la première fois depuis 2014. Lors de la finale, Saara Aalto termine 25e avec 46 points.